# Carex troodi
Carex troodi är en halvgräsart som beskrevs av William Bertram Turrill. Carex troodi ingår i släktet starrar, och familjen halvgräs. IUCN kategoriserar arten globalt som nära hotad. Inga underarter finns listade i Catalogue of Life.